# Vall de Timok
La vall de Timok (en búlgar: Тимошко; romanès: Valea Timocului; serbi: Тимочка Крајина) és una regió geogràfica al centre-est de Sèrbia al voltant del riu Timok. La vall de Timok correspon a parts de dos districtes serbis (Bor i Zaječar), amb una població censal total de 2002 de 284.112 habitants.

## Nom
El nom serbi deriva de l'hidrònim Timok i krajina ('frontera, marca'), anomenat així per la seva localització i història com a territori fronterer. Es va introduir durant el període d'entreguerres per denotar la confluència del Timok amb la vall de Negotin i Ključ, que formen part de la vall de Timok. El terme no té cap base històrica ni geogràfica. En romanès, el terme Vall del Timoc (Valea Timocului) s'utilitza per a la zona habitada pels valacs de parla romanesa. La regió de vegades es coneixia com a Podunavia a l'època medieval.

## Geografia
La vall de Timok correspon aproximadament als districtes de Bor i Zaječar de Sèrbia. Inclou sis municipis i dues ciutats:
- Zaječar: 66.000
- Bor: 44.000
- Negotin: 37.000
- Knjaževac: 32.000
- Sokobanja: 19.000
- Kladovo: 21.000
- Boljevac: 15.000
- Majdanpek: 20.000

La ciutat més gran de la regió és Zaječar i, per tant, funciona com el seu centre cultural, urbà i econòmic. Consta de quatre municipis: Stari grad (parts antigues de la ciutat: Vlačić, Kraljevica, Karađorđev venac, Šljivarsko brdo, Lubničko brdo, Oskoruša, Pazaršte, Zvezdan, Podliv, Veliki izvor), Kotlujevac (Ključ 1,2,3,4, Živinarnik, Selište, Vlaško brdo, Beli breg), Grljan (parts suburbanes sud i Višnjar) i Salaš (parts suburbanes nord). El municipi més gran és Koltlujevac, amb una població de més de 25.000 habitants.

## Història

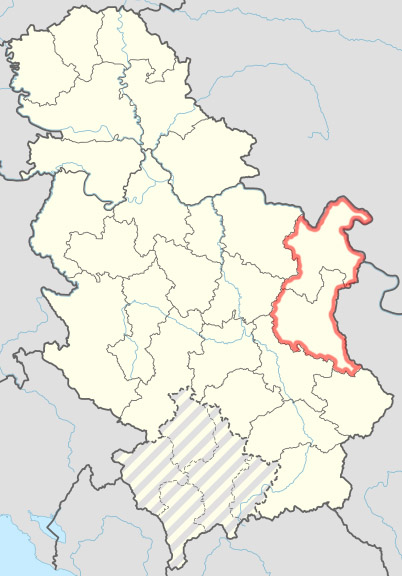
Mapa de la vall de Timok, al centre de Sèrbia.

A tota la regió s'ha trobat ceràmica de l'edat del bronze de la cultura Kostolac-Kocofeni. Durant l'època romana, la zona formava part administrativament de la Dacia Ripensis. Durant el regnat de l'emperador Justinià hi va haver nombroses fortificacions a la zona. Entre els llocs romans més notables s'inclouen Timacum Minus, el pont de Trajà, la fortalesa Diana i altres. El governant búlgar Ivan Stratsimir (principat de Vidin) i el voivode valac Mircea el Vell van controlar el territori de Podunavia fins a la conquesta otomana al segle XIV. Diversos assentaments a la regió van rebre la condició fronterera de la monarquia dels Habsburg després del tractat de Passarowitz (1718); la zona es va convertir en una frontera cap a l'Imperi Otomà.
El 1883 es va produir una revolta camperola a la vall de Timok, a l'est de Sèrbia, coneguda com la rebel·lió de Timok (en serbi: Timocka buna). El moviment camperol del 1883 va resultar de factors econòmics, polítics i socials.
Entre 1918 i 1922, a la zona van existir dos districtes del Regne de Serbis, Croats i Eslovens: el Districte de Krajina, amb seu a Negotin, i el Districte de Timok, amb seu a Zaječar. El 1922, aquests dos districtes es van fusionar amb el recentment format oblast de Timok amb seu a Zaječar. L'òblast de Timok va existir fins al 1929, quan es va incloure a la recentment formada Morava Banovina amb seu a Niš. Actualment hi ha dos districtes a la zona: el districte de Bor amb seu a Bor; i el districte de Zaječar amb seu a Zaječar.

## Cultura

### Grups ètnics

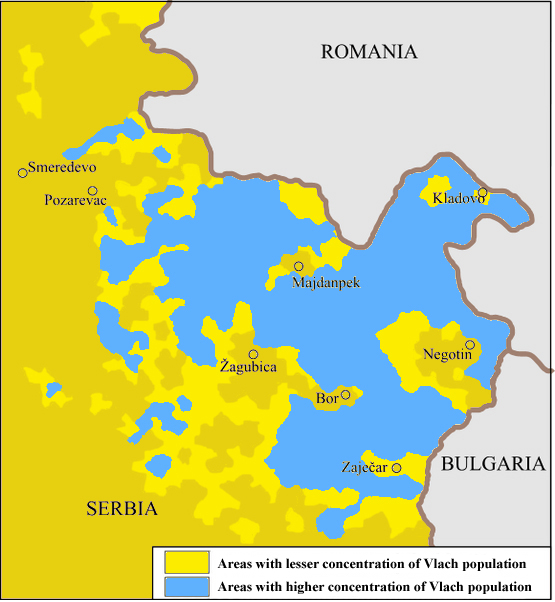
La comunitat valaca a l'est de Sèrbia.

La regió està habitada per una majoria de serbis i una minoria de romanesos/valacs. Segons el cens i els resultats del 2002 als districtes de Bor i Zaječar (que junts tenien 284.112 habitants), hi havia un 85,58% de serbis, un 8,31% de valacs i un 0,96% de romaní. La comunitat sèrbia parla tradicionalment el dialecte Kosovo-Resava al nord i el dialecte Prizren-Timok al sud, no obstant això, el serbi estàndard s'utilitza en la comunicació formal. Els valacs parlen el dialecte valac de la llengua romanesa, que espera la normalització i que en aquesta regió és una forma del subdialecte oltenès del romanès. Tant els serbis com els valacs són ortodoxos orientals per denominació. Actualment hi ha controvèrsia sobre la identificació ètnica de la comunitat valaca i sobre si són romanesos o no.

## Economia
La regió és rica en mines de coure i or, especialment a les zones de Bor i Majdanpek.

## Galeria

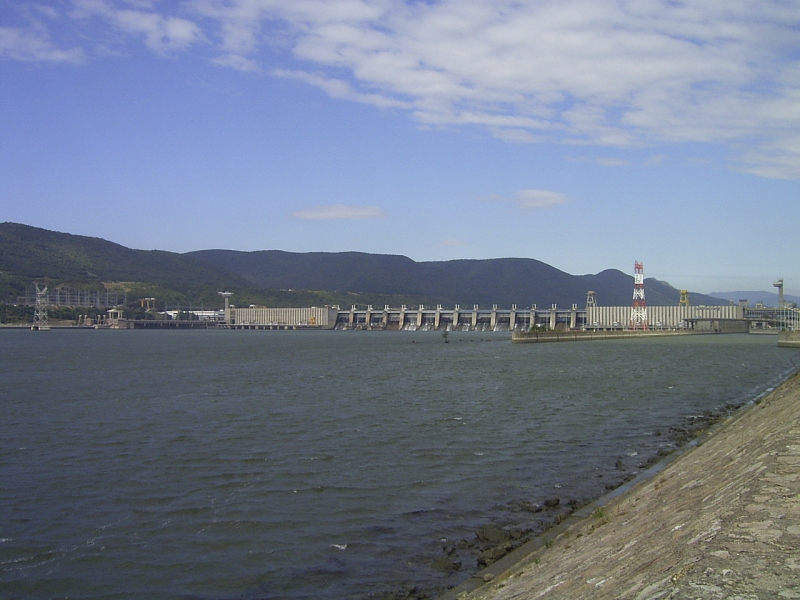
Presa de les Portes de Ferro
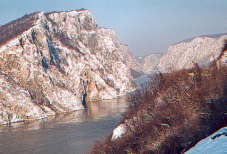
El congost de Kazan
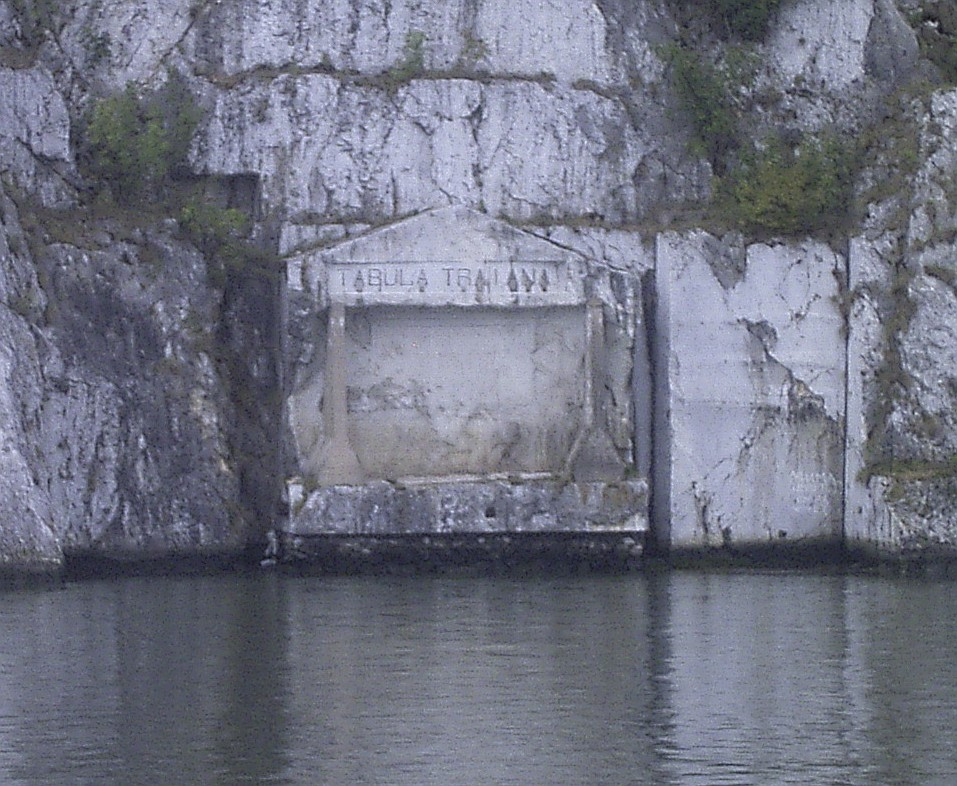
Tabula Traiana
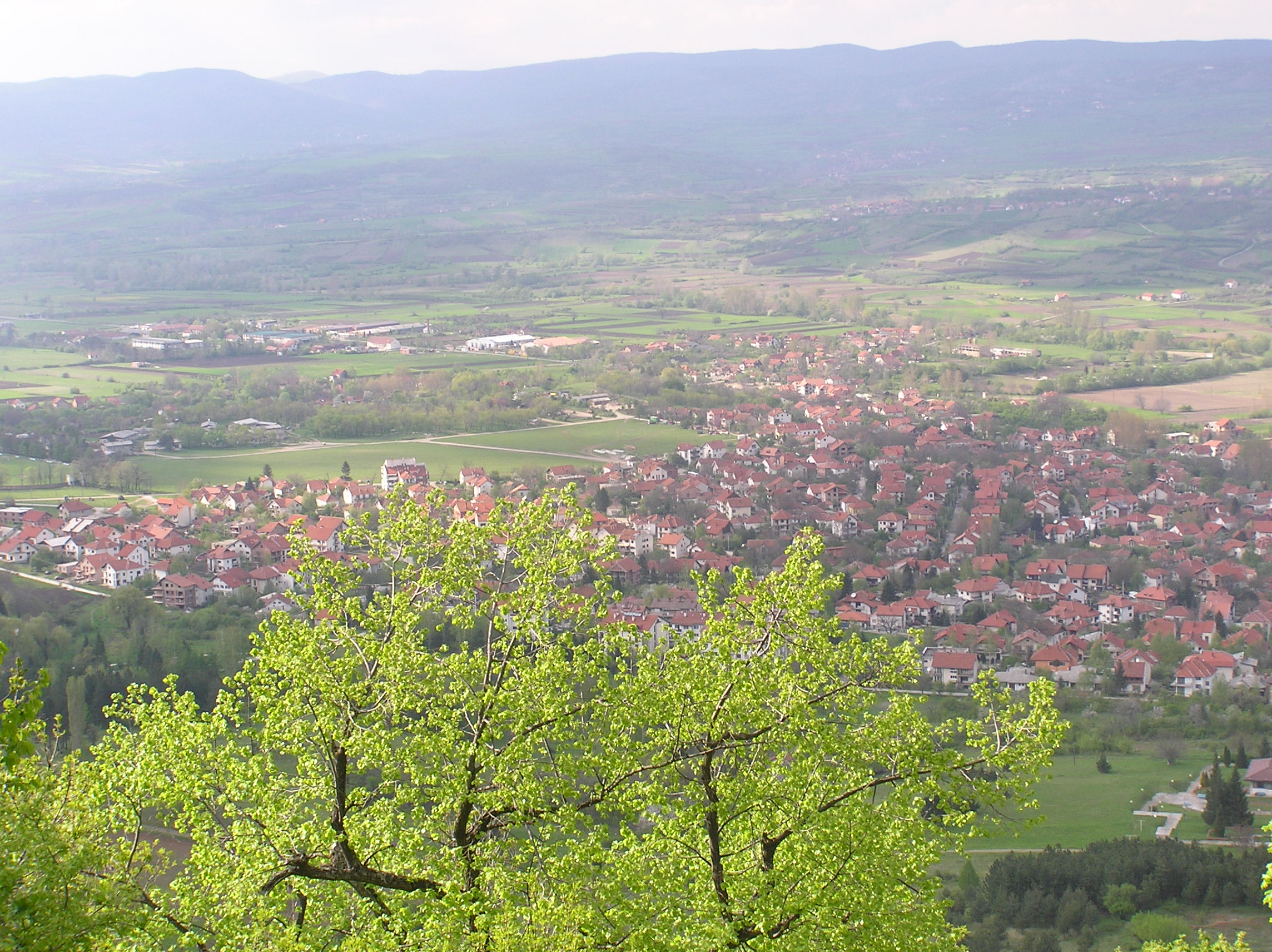
Vista panoràmica de Sokobanja
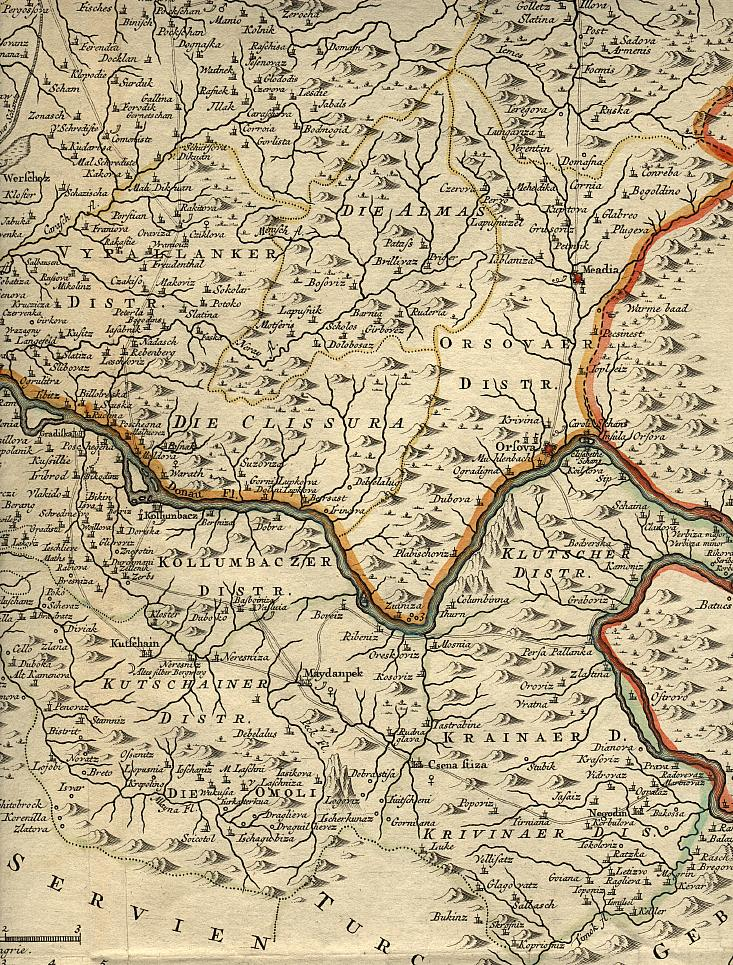
Timok el 1740
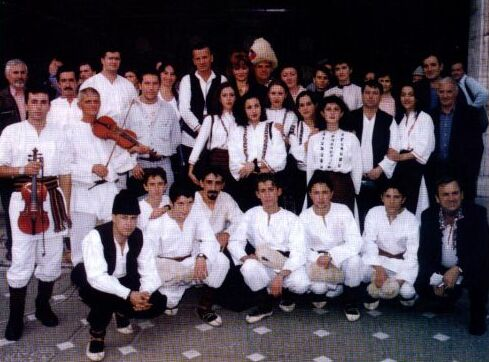
Grup folklòric de Jabukovac